# Charly Musonda Jr.
Charly Musonda Jr., né le 15 octobre 1996 à Bruxelles en Belgique, est un footballeur belge, aujourd'hui retraité, qui joue au poste d'attaquant ou de milieu de terrain.

## Biographie

### En club

#### Jeunesse et formation
Formé à Anderlecht en Belgique, Charly Musonda Jr. rejoint l'académie du Chelsea FC en 2012, à l'âge de quinze ans.

#### Chelsea FC (2016-2022)
Charly Musonda Jr. remporte l'UEFA Youth League en 2015 avec les moins de dix-neuf ans de Chelsea. Il est titulaire lors de la finale remportée face au club ukrainien du Chakhtar Donetsk.

##### Prêt au Real Betis Balompié (2016)
Le 29 janvier 2016, Charly Musonda Jr. est prêté au Real Betis Balompié jusqu'à la fin de la saison. Le 13 février 2016, il inscrit son premier but en Liga contre le Deportivo La Corogne (match nul 2-2). Le 22 juin 2016, Chelsea annonce que le prêt de Charly Musonda Jr. au Real Betis Balompié est prolongé d'une saison. Le milieu belge réintègre cependant l'effectif des Blues le 1er janvier 2017, après avoir pris part à vingt-quatre matchs avec le club espagnol.
Le 6 août 2017, il dispute sa première rencontre avec Chelsea lors du Community Shield perdu face à Arsenal à l'issue de la séance de tirs au but. Le 20 septembre 2017, Charly Musonda Jr. inscrit son premier but sous le maillot des Blues en Coupe de la Ligue anglaise face à Nottingham Forest (victoire 5-1).

##### Prêt au Celtic FC (2018)
Le 29 janvier 2018, Charly Musonda Jr. est prêté pour dix-huit mois au Celtic FC. Il ne joue que huit matchs toutes compétitions confondues lors de la seconde partie de saison 2017-2018 et son prêt est annulé en mai 2018.

##### Prêt au Vitesse Arnhem (2018-2020)
Le 31 août 2018, il est cédé en prêt pour une durée d'une saison au Vitesse Arnhem. Gravement blessé au genou début septembre 2018 au cours d'un match amical, Charly Musonda Jr. est contraint de retourner à Chelsea en avril 2019 pour terminer sa réhabilitation.
Le 12 mai 2019, il porte cependant le maillot du club néerlandais pour la première fois en entrant en fin de rencontre contre De Graafschap, c'est sa seule apparition sur les terrains au cours de la saison 2018-2019. Le 5 juillet 2019, remis de sa blessure, il est prêté pour une seconde saison consécutive au Vitesse Arnhem.

#### Fin de carrière anticipée
Le 30 juin 2025, à la surprise générale, Charly Musonda Jr. annonce prendre sa retraite à l'âge de 28 ans, taraudé par les blessures et les rechutes depuis de longues années.

### En sélections nationales
Sélectionné en équipe de Belgique des moins de 17 ans puis des moins de 19 ans, Charly Musonda Jr. porte le maillot des espoirs à douze reprises entre 2014 et 2016. Le 17 novembre 2014, il inscrit son unique but sous le maillot des espoirs belges contre la Norvège (4-0).

## Statistiques

### En club
| Saison                | Club                  | Championnat           | Championnat | Championnat | Championnat | Coupe(s) nationale(s) | Coupe(s) nationale(s) | Coupe(s) nationale(s) | Compétition(s) continentale(s) | Compétition(s) continentale(s) | Compétition(s) continentale(s) | Compétition(s) continentale(s) | Total | Total | Total |
| Saison                | Club                  | Division              | M.          | B.          | P.d.        | M.                    | B.                    | P.d.                  | Comp.                          | M.                             | B.                             | P.d.                           | M.    | B.    | P.d.  |
| 2017-2018             | Chelsea FC            | Premier League        | 3           | 0           | 1           | 4                     | 1                     | 1                     | -                              | -                              | -                              | -                              | 7     | 1     | 2     |
| Sous-total            | Sous-total            | Sous-total            | 3           | 0           | 1           | 4                     | 1                     | 1                     | -                              | -                              | -                              | -                              | 7     | 1     | 2     |
| 2015-2016             | Betis Séville (prêt)  | Liga                  | 16          | 1           | 2           | -                     | -                     | -                     | -                              | -                              | -                              | -                              | 16    | 1     | 2     |
| 2016-2017             | Betis Séville (prêt)  | Liga                  | 8           | 0           | 1           | -                     | -                     | -                     | -                              | -                              | -                              | -                              | 8     | 0     | 1     |
| 2017-2018             | Celtic FC (prêt)      | Scottish Premiership  | 4           | 0           | 0           | 2                     | 0                     | 0                     | C3                             | 2                              | 0                              | 1                              | 8     | 0     | 1     |
| 2018-2019             | Vitesse Arnhem (prêt) | Eredivisie            | 1           | 0           | 0           | -                     | -                     | -                     | -                              | -                              | -                              | -                              | 1     | 0     | 0     |
| 2019-2020             | Vitesse Arnhem (prêt) | Eredivisie            | 3           | 0           | 0           | -                     | -                     | -                     | -                              | -                              | -                              | -                              | 3     | 0     | 0     |
| Sous-total            | Sous-total            | Sous-total            | 32          | 1           | 3           | 2                     | 0                     | 0                     | -                              | 2                              | 0                              | 1                              | 36    | 1     | 4     |
| Total sur la carrière | Total sur la carrière | Total sur la carrière | 35          | 1           | 4           | 6                     | 1                     | 1                     | -                              | 2                              | 0                              | 1                              | 43    | 2     | 6     |

## Vie privée
Il est le fils de Charles Musonda, footballeur international zambien dans les années 1980 et 1990. Ses deux frères aînés, Tika et Lamisha Musonda, sont également footballeur, tous deux retraités.